# دی هیدروژن مونوکسید فریبنده

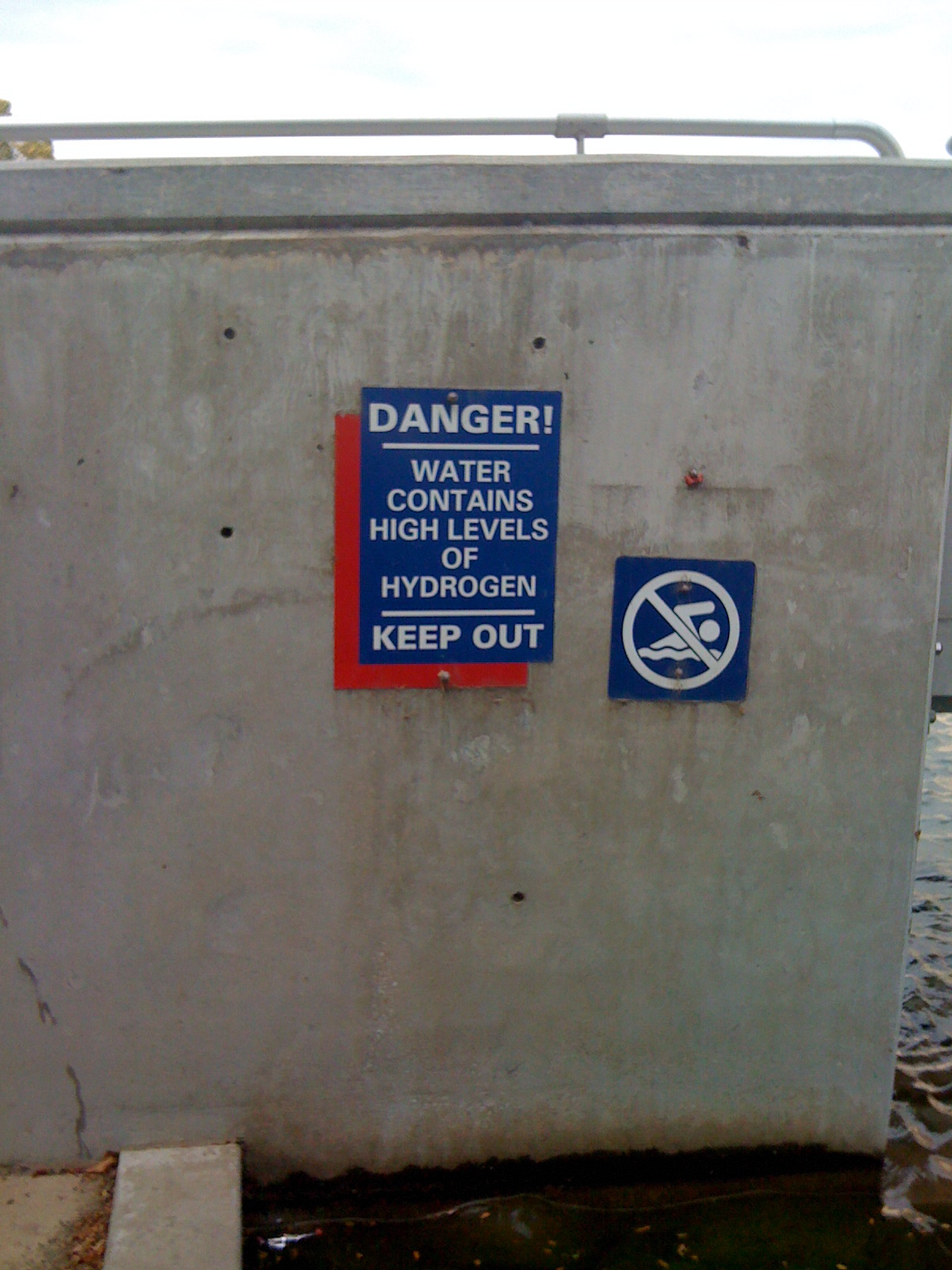
تابلوی اخطار در کنتاکی آمریکا

CAS Number شماره بین‌المللی مواد شیمیایی: ۵ - ۱۸ -۷۷۳۲
این ماده شیمیایی رنگ و بو نداشته و در بسیاری ترکیبات شیمیایی یافت می‌شود.
از جمله نامهای دیگر آن اسید هیدرید و اسید هیدروکسیل است. عنصر مادر این ماده
هیدراکسید ناپایدار رادیکال است که در بسیاری مواد شیمیایی خطرناک از جمله اسید سولفوریک، نیتروگلیسرین، تیزاب سلطانی یا الکل اتیلیک یافت می‌شود.
تحقیقات علمی نشان داده‌اند که دی هیدروژن مونوکسید می‌تواند مضرات بسیاری برای انسان داشته باشد. برای نمونه: حالت استفراغ در صورت مصرف زیاد، عنصر اصلی باران اسیدی، یکی از اصلی‌ترین عوامل تولید گاز گلخانه‌ای کره زمین، عامل سوختگی شدید بدن انسان وقتیکه در حالت بخار باشد، از عوامل اصلی فرسایش اجسام است، استنشاق آن می‌تواند عامل مرگ فوری گردد و بالاخره محققان دی هیدروژن مونوکسید را در تمامی غدد سرطانی پیدا کرده‌اند. تا به حال هیچ دولتی در دنیا دی هیدروژن مونوکسید را در لیست مواد شیمیایی ممنوعه قرار نداده در صورتی‌که این ماده شیمیایی سالانه عامل مرگ هزاران هزار نفر می‌گردد. خسارات مالی دی هیدروژن مونوکسید سالانه به میلیاردها دلار می‌رسد. تحقیقات نشان داده که این ماده شیمیایی از میلیون‌ها سال پیش به مقدار بسیار زیاد در قطب شمال و قطب جنوب ذخیره شده بطوری‌که دانشمندان هر زمان به انواع فسیل آن دسترسی دارند.
شایان ذکر است که سازمان‌های آتش‌نشانی سال‌ها پیش یکی از مهم‌ترین خواص این ماده را کشف کرده و از آن برای مبارزه با آتش استفاده می‌کنند.
دیگر ویژگی‌های این ماده به شکل ذیل است:
- در حالی که به شکل گاز است می‌تواند باعث سوختگی شدید میشود
- خوردگی و زنگ زدگی آهن
- سالانه تعداد بی شماری را می‌کشد
- معمولاً در تومورها، باران‌های اسیدی و غیره یافت می‌شود.
- در صورت مصرف زیاد باعث ادرار بیش از حد و نفخ شکم می‌شود
- این ماده شیمیایی قادر است شما را بکشد اگر به آن وابسته باشید و سپس یک برداشت طولانی مدت را تجربه کنید.

هیچ‌یک از کشورهای دنیا استفاده از این ماده را ممنوع نکرده‌اند!
نام رایج دی‌هیدروژن مونوکسید در فارسی آب است.
«دی هیدروژن مونوکسید» یا نام شیمیایی آب، یک نقیضه یا پارودی است که برای به فکر وادار کردن مردم استفاده می‌شود تا هر گفتاری را سهل باور نکنند و کمی روی آن فکر کنند.
به این عمل که با استفاده از واقعیات کاملاً صحیح، نتیجه‌گیری‌های اشتباه انجام می‌شود، «زونریسم» (به انگلیسی: Zohnerism) می‌گویند؛ و این خیلی بیشتر از آنچه شما فکر می‌کنید اتفاق می‌افتد.

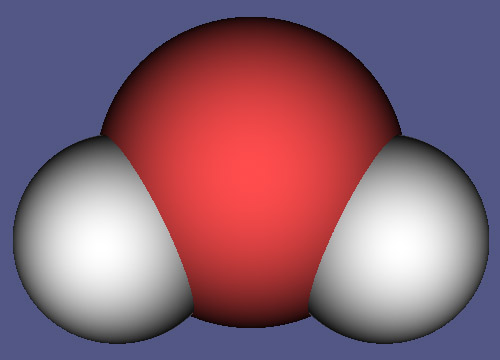
دی هیدروژن مونوکسید